# ヒメウツギ
ヒメウツギ（姫卯木、学名: Deutzia gracilis）はアジサイ科ウツギ属の落葉低木 。石灰岩地や山地の岩上などに生える。庭木や鉢植えなどにもされる。別名、チョウセンウツギ、ヤマウツギ、ヒロハヒメウツギ、ハナヒメウツギ、オオヒメウツギ。中国名は、細梗溲疏。

## 分布と生育環境
日本固有種。本州の関東地方以西、四国および九州に分布し、温帯から暖帯にかけた河岸の岩上の日当たりのよい場所などに生育する。石灰岩や蛇紋岩地にも生育する。

## 形態・生態
落葉広葉樹の低木で、樹高は1メートル (m) になり、株立ちし、よく分枝する。樹皮は灰褐色から茶褐色で、古くなると縦に裂け、短冊状になって剥がれ落ちる。新しい枝はやや褐色を帯びた緑色で、ウツギとは異なり毛はない。また、ウツギと同様に枝は中空になっている。葉は対生し、葉身は長さ4 - 8.5センチメートル (cm) 、幅1.5 - 3 cmで、長楕円状披針形または狭卵形になる。葉の先端は長くとがり、基部は広いくさび形または円形、葉縁は細鋸歯になり、表面は星状毛が散生してざらつき、裏面は淡緑色になり星状毛はない。葉柄は長さ3 - 7ミリメートル (mm) になり、毛はない。
花期は5 - 6月。枝先に狭い円錐花序をだし、やや下向きに白色の多数の花をつける。花柄は細く、長さは2 - 6 mmになり、毛はない。萼筒は直径約2 mmになる半球形で、星状毛が散生する。花弁は5個あり、長さ0.7 - 1 cmになる広倒披針形で毛はない。雄蕊は10個あり、花糸は長さが不ぞろいで、長いものは7 - 9 mm、短いものは4 mmになり、花糸は両側に翼状に広がり、翼の先端は広がってとがる。花柱は3 - 4個あり、長さ7 - 9 mmになり離生する。果実は蒴果で、直径3 - 4 mmになる椀形になり、10月に熟す。種子は褐色で、長さ0.8 mmになる狭長楕円形、片側に膜状の翼がある。
冬芽は狭卵形で先がとがり、8 - 10枚の芽鱗に包まれていて、星状毛がある。枝先は仮頂芽がつき、側芽は枝に対生する。葉痕は三角形で、維管束痕は3個つく。
- 花糸は両側に翼状に広がる。

## 利用
庭木、鉢植え、花材として利用される。

## 下位分類
- アオヒメウツギ Deutzia gracilis Siebold et Zucc. f. nagurae (Makino) Sugim. - 花が小さく、本州の渓流沿いの岩上などにまれに産する[5]。
- ナチウツギ Deutzia gracilis Siebold et Zucc. var. pauciflora Sugim. - 3-5花の総状花序になり、和歌山県那智山にまれに産する[5]。